# Pisang Awak
Pisang Awak è una cultivar di banana commestibile che appartiene al gruppo di cultivar ABB (anche se recentemente è stato indicato come possa essere una banana del tipo AABB). Questa banana è coltivata in tutto il mondo.

## Nomi
Pisang Awak è nota in Australia come Ducasse e Kayinja in Uganda.. Altri nomi includono Katali (nelle Filippine); Kluai Namwa (in Thailandia); Pisang Klotok (in Indonesia); Choui Tay (in Vietnam); Karpuravalli (in India), Yakhine (a Burma/Myanmar), Pey Kunnan, Kostha Bontha, Monohar, Sail Kola (India), Nyeupe (in Kenya), Balaliki, Paradaika (in Egitto). Il nome malese di pisang awak è quello più utilizzato dai ricercatori. In Thailandia il suo nome è kluai nam wa (In Thailandese:กล้วยน้ำว้า, [kluːəj nam waː]). Il nome nam wa è passato nella lingua khmer per cui in Cambogia questa banana è nota come chek nam va. Questa varietà ha subito diverse romanizzazioni del nome, incluso "Tall Namwah" (con una h superflua).
Esiste una versione nana di questa banana diffusa negli Stati Uniti come Dwarf Namwah e in Thailandia come kluai nam wa khom (Thai: กล้วยน้ำว้าค่อม).

## Tassonomia
Pisang Awak è un incrocio tra Musa acuminata e Musa balbisiana. I sinonimi includono: Musa paradisiaca var. awak

## Descrizione
Si sa che questa banana produce semi se viene impollinata con polline fertile. Il fusto è di colore giallo-verde

## Usi
'Pisang Awak' in Uganda viene utilizzata per produrre birra di banana.
In Cambogia, 'Pisang Awak' è preferita alle altre varietà per i suoi molteplici usi, mentre altre varietà vengono invece valutate solo sulla qualità del frutto. I fiori di questa banana, dopo che sono emersi i fiori femminili, e lo pseudofusto, sebbene astringenti, sono mangiati come verdura. le foglie sono usate come contenitore per cucinare il cibo, come nell'amok e nel ansom chek nei quali il profumo di foglie di banana è trasferito al cibo cucinato..